# Parc Nacional Bernardo O'Higgins

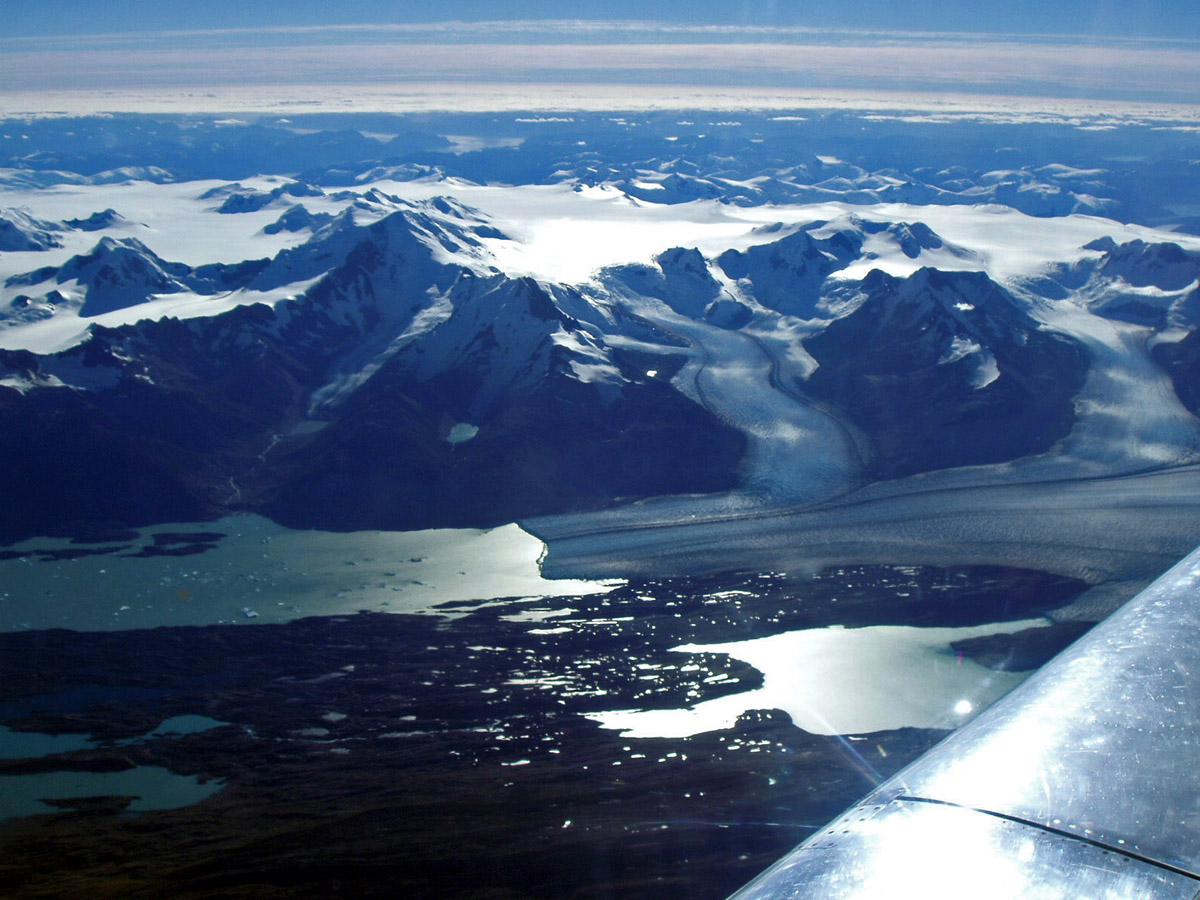
Imatge aèria d'una part del parc

El Parc Nacional Bernardo O'Higgins és el més gran dels espais naturals protegits de Xile, i abasta una superfície de 35.259 km² (3,5 milions d'hectàrees). El parc, amb 14.334 visitants el 2004, rep aquest nom pel general Bernardo O'Higgins, primer cap d'estat de la República de Xile. El Parc Nacional Los Glaciares (Argentina) i el Parc Nacional Torres del Paine hi limiten per l'est, mentre que el Parc Nacional Laguna San Rafael n'està situat al nord. Per la seva part, la Reserva Nacional Alacalufes i la Reserva Nacional Katalalixar se'n troben al sud-oest i al nord-oest, respectivament.

## Geografia
El parc està situat aproximadament entre 48° i 51° 38′ latitud sud (entre el canal Baker i la part nord del fiord de les Muntanyes), entre la regió d'Aysén i la regió de Magallanes -i es troba en aquesta última la major part de la superfície del parc-. La zona centreoriental del parc està subjecta a una disputa territorial entre Xile i l'Argentina. El cim més alt n'és el volcà Lautaro, amb 3.607 metres.
Uns altres cims importants del parc són el Fitz Roy, el cerro Torre i el cerro Riso Patrón. Les alçades són més baixes en la part del sud del parc, però el paisatge és encara espectacular. Cal remarcar d'aquesta zona el monte Balmaceda (2.035 m), emmarcat per les glaceres Balmaceda i Serrano.
No hi ha cap riu gran que arribi a la costa del parc, però estrets fiords penetren profundament a les muntanyes i recullen el restringit drenatge que es desprèn de les geleres pròximes.

## Glaceres
El parc inclou una gran part del camp de gel patagó sud. Una de les seves atraccions principals és la glacera Pío XI, la més gran de l'hemisferi sud, des de la qual es desprenen periòdicament enormes blocs de gel. Altres glaceres importants en són les glaceres Chico, O'Higgins, Jorge Montt, Bernardo, Témpano, Occidental, Greve, Penguin i Amalia.

## Clima
Temperat fred plujós, i per efecte de l'altitud, polar al camp de gel patagó sud i clima de tundra a la resta.

## Ecologia
La zona que inclou el parc és a l'ecoregió forestal subpolar magallànica (selva freda humida). Els boscos es constitueixen per unes quantes espècies d'arbres -majoritàriament perennifolis-, com el Nothofagus betuloides, Nothofagus pumilio, Nothofagus antarctica i Drimys winterii. L'estrat arbustiu presenta espècies com Fuchsia magellanica, Pernettya mucronata, Berberis buxifolia, Ribes magallanicum i Empetrum rubrum. El parc és un dels últims refugis per al huemul xilè, i a més de llops, ànecs, àligues i gavines, podem trobar espècies com el còndor dels Andes, la llúdria marina i el corb marí.

## Vies d'Accés
No hi ha ni rutes ni carreteres, perquè es troba al camp de gel patagó sud. Només s'hi pot accedir per via marítima.